# Stichting Kritisch Bosbeheer
Stichting Kritisch Bosbeheer (afgekort SKB) is een Nederlandse stichting die streeft naar een ecologisch en natuurlijke bosbeheer. De voorloper, de Landelijke Werkgroep Kritisch Bosbeheer, is in 1977 opgericht.

## De stichting in een notendop
Kritisch Bosbeheer stelt de intensieve houtproductie in het bos aan de orde. Deze gaat volgens de stichting gepaard met een grote biologische armoede, zodat ruimtelijke scheiding tussen de natuurfunctie en de productiefunctie onontkoombaar wordt geacht. Kritisch Bosbeheer propageert een ommezwaai naar een ecologisch en natuurlijk bosbeheer.
De hoofddoelstelling van de stichting luidt: “Het drastisch terugdringen van de hoge graad van onnatuurlijkheid in een groot deel van de Nederlandse bossen en overige natuurgebieden, en het bevorderen van het inheemse karakter, waarbij het menselijk ingrijpen uiteindelijk zo veel mogelijk achterwege wordt gelaten.”
De vroegere Landelijke Werkgroep functioneerde veelal op basis van de initiatieven die de afzonderlijke leden namen en kwam eens per maand in vergadering bijeen. In 1982 werd gekozen voor een stichtingsvorm.

## Geschiedenis

### Landelijk Werkgroep Kritisch Bosbeheer 1977–1982
In de winter van 1977 werden in het district Amsterdam van de Vereniging tot Behoud van Natuurmonumenten in Nederland enige discussieavonden voor de leden georganiseerd. Zij konden meedenken over een concept van de "Doelstellingennota Terreinbeheer". Sommigen wisselden van gedachten over de meer fundamentele aspecten van het natuurbehoud; de meesten echter, acht personen, opteerden voor het groepje 'B'. Dat had een concreet onderwerp uitgekozen: het bosbeheer bij de vereniging. Ten behoeve van de laatste discussieronde, op 1 maart, werd besloten om de belangrijke conclusies van tevoren op schrift te stellen.
Het artikel van de B-groep kreeg als titel mee: " B. de praktijk – het terreintype 'bos'". Dit artikel handelt over de holocene bosgeschiedenis, de invloed van de mens op de vegetatieontwikkeling (de verspreiding van de beuk); het geeft een kenschets van de natuurlijke bossen en het bosbeheer bij de vereniging, inclusief de rode cijfers van het beheer; verder levert het kritiek op de herplant(plicht), ook van toepassing op de grote stormvlaktes van dat moment; en er is een – voorzichtig gestelde – oproep om in de cultuurbossen van de vereniging te streven naar de "zo oorspronkelijk mogelijke natuur".
Het wat losse B-groepje viel weliswaar uiteen, maar drie personen bezochten op 10 maart een districtvergadering van Natuurmonumenten in Leeuwarden. Daar zou volgens de aankondiging in het verenigingsblad Natuurbehoud "de boom in onze samenleving" centraal staan. De drie deelden er een stencil uit, waarin aandacht wordt gevraagd voor de positie van de boom in het kunstmatig onderhouden natuurbeschermingsbos. Het was ondertekend met 'Werkgroep Bosbeheer'. Op 19 maart 1977 volgde een ingezonden stuk op de U-pagina van de Volkskrant, nu ondertekend met 'Werkgroep Kritisch Bosbeheer'. Ook het stencil dat diezelfde dag op de jaarlijkse ledenraadvergadering van Natuurmonumenten in Utrecht werd rondgedeeld, was ondertekend met 'Werkgroep Kritisch Bosbeheer'.
Direct na afloop van deze vergadering werden de Amsterdammers benaderd door Harm van de Veen, die liet blijken graag aan de werkgroep mee te doen. Deze bioloog uit Terwolde baarde in de herfst van 1975 opzien met de brochure 'De Veluwe Natuurlijk?', waarin hij voorstelde de bosbouwer en de jager er overbodig te verklaren en die te vervangen door de wisent en de wolf. Hans van der Lans, een studiegenoot van Harm uit Groningen, raakte via Harm op de hoogte van de werkgroep. Van der Lans rondde in mei 1976 zijn scriptie voor zijn biologiestudie af: 'Over de Zomergroene Loofoerwouden van het Nederlands Klimaatgebied'. Daarin bepleit hij een natuurlijker bosbeheer. Ook hakte hij al regelmatig in de bossen rond zijn woonplaats Lieveren teneinde er een natuurlijker bosontwikkeling te initiëren. Van der Lans wilde met opzet de herplantplicht van de Boswet ontduiken en hierover een proefproces uitlokken.
Op 7 mei 1977 vond in de Bijlmerflat Huigenbos de oprichtingsvergadering plaats van de Landelijke Werkgroep Kritisch Bosbeheer (LWKB). Circa twaalf personen gaven acte de présence. Niet aanwezig waren de wel aan de werkgroep gelieerde Ruud van der Meijden en Ed de Vogel, beiden florist en verbonden aan het Rijksherbarium. Zij vielen het Nederlands bosbeleid scherp aan in NRC Handelsblad van 24 december 1976, en later nog eens op 17 januari en 12 maart 1977. De Amsterdammers hadden zich erg laten inspireren door de oerbosplannen op de Veluwe van Harm van de Veen, maar de krantenartikelen in die winter van Van der Meijden en De Vogel gooiden olie op het vuur.
Direct voor de feitelijke oprichting van de LWKB werden er al heimelijk gesprekken gevoerd met medewerkers van de afdeling Onderzoek en Beheersplannen van Natuurmonumenten. Deze stonden in meerderheid een natuurlijker bosbeheer voor, waarmee ze echter tegen de directie ingingen, die vrijwel in zijn geheel een bosbouwachtergrond had. De geheime contacten met Natuurmonumenten zouden lange tijd blijven bestaan.

#### Doelstellingen- en Uitgangspuntennota
In juli 1977 verstuurde Kritisch Bosbeheer een "Doelstellingen- en Uitgangspuntennota" naar tal van instellingen en personen die te maken hadden met de bosbouw of de natuurbescherming. De hoofddoelstelling in de nota luidt: "Het terugdringen van de hoge graad van onnatuurlijkheid in de Nederlandse bossen."
Als motief tot natuurlijk bosbeheer wordt een ethisch inzicht voorgehouden: "er dient een zekere ruimte gereserveerd te worden voor de nooit door ons te storen natuurlijke evolutie – om de natuur alleen".

Cultuurvormen zoals hakhout, grienden en boombos sloot de LWKB van een natuurtechnisch bosbeheer uit; deze dienen in beheer te blijven om het behoud te verzekeren van de cultuurhistorische waarde en de specifiek gecombineerde biologische waarden die deze halfnatuurlijke bossen herbergen.

De volgende onderzoeken worden in de nota onder andere gesuggereerd: de experimentele herintroductie van verdwenen 'zoölogische sleutelfactoren', zoals bever, eland, wolf, en wisent; de vaststelling van de ecologische randvoorwaarden van functioneel belangrijke soorten (herbivoren en grote predatoren); verder werd een verbod geadviseerd op de aanplant van uitheemse boomsoorten, zij het met uitzondering van de productiebossen; het terugdringen van het houtverbruik door recycling werd bepleit. 28 Personen en instanties gaven gehoor aan de oproep in de nota om te reageren. Zestien reacties bevatten uitvoerig commentaar.
De nota wordt vervolgens herschreven tot een die gaat heten: Natuurbos in Nederland? De noodsituatie in ons bos. De nieuwe nota is aangepast aan de vele kritiek op de zwakke punten van de werkgroep, en bevat nu tevens meer kritische kanttekeningen bij de 'Structuurvisie op het bos en de bosbouw', die in juni werd uitgebracht door het Ministerie van Landbouw en Visserij, en waarin grote toekomstverwachtingen ten aanzien van de houtproductie in de bossen werden uitgesproken.
De hoofddoelstelling ondergaat een subtiele uitbreiding, die gaat nu luiden: "Het drastisch terugdringen van de hoge graad van onnatuurlijkheid in de Nederlandse bossen, en het bevorderen van het inheemse karakter, waarbij het menselijk ingrijpen zo veel mogelijk achterwege wordt gelaten."
Met deze laatste toevoeging wil de LWKB duidelijk laten uitkomen dat het natuurtechnische bosbeheer – waaronder je de verschillende omvormingsmethoden kan rekenen die toen al bestonden, om vanuit een gedenatureerd cultuurbos tot een natuurlijker bos te geraken – niet altijd gemist kan worden. Natuurlijke ontwikkeling laat zonder menselijke hulp vaak lang op zich wachten, of zal zelfs onmogelijk blijken te zijn. Voorafgaande menselijke invloeden dienen ongedaan gemaakt. Bijvoorbeeld door herintroductie van uitgeroeide soorten, of door het uit elkaar trekken van een eenzijdige leeftijdsopbouw die door de monotone aanplant van de reguliere bosbouw was ontstaan.

#### Persmap
Op 12 november 1977 gaf de werkgroep een persmap uit. Trouw besteedde in een groot artikel ruim aandacht aan het alternatieve bosbeheer. Ook was er aandacht in de regionale pers. De foto van de meegestuurde kaalkapvlakte van Staatsbosbeheer was daarbij favoriet. In het jaar kwam de discussie pas goed op gang, met name in de bladen Natuur en Milieu en het Nederlands Bosbouw Tijdschrift (NBT).
In het eerste nummer van 1978 van het NBT schreven Roel Cosijn (student natuurbeheer die zich in de herfst bij de werkgroep aansloot en er later nog veel werk zou verrichten) en Van der Lans samen het artikel "Bossen, bosbouw en natuurbeheer". Zij vielen het beleid aan, op grond waarvan vrijwel alle bossen in Nederland bestemd waren voor de houtproductie, hetgeen volgens hen tot grote ecologische armoede had geleid. Ook Staatsbosbeheer plaatste een fundamenteel artikel, en namens de vakgroep Boshuishoudkunde schreef A. Van Maaren het artikel 'Is bosbeheer overbodig?'. In het aprilnummer van het NBT mengde zich ook de lobbyist H.A. van der Meiden van de Stichting Industrie-Hout in de discussie; hij zou zich altijd fel afzetten tegen de nieuwlichterij. Hans M. Heybroek, van het bosbouwproefstation 'De Dorschkamp', en S. van der Werf en G. Londo, beiden van het Rijksinstituut voor Natuurbeheer, gaven hun niet bij voorbaat onwelwillende mening. De reacties waren over het algemeen gemengd, verscheidene bij natuurbeheer betrokken biologen waren voorstander van natuurlijk bosbeheer, maar onderkenden tevens de zwakke formuleringen en kanten van de werkgroep. Verklaarde tegenstanders van bosbouwzijde en de houtteeltlobby grepen de soms wel ongenuanceerde en ook wat emotionele beweringen aan om de groep in de hoek te zetten, en kozen vaak voor een even ongenuanceerde en emotionele benadering.

#### Victor Westhoff: 'vijf procent is genoeg!'
In het Kröller-Müller Museum werd op 21 april 1978 het debat voortgezet. Namens de critici hield Hans van der Lans een voordracht. Voor de aanwezigen was het niet zozeer de vraag óf er natuurlijk bosbeheer in Nederland moest komen, maar hoeveel. Vegetatiekundige Victor Westhoff, die vlak na de Tweede Wereldoorlog in Nederland het, later genoemde, 'klassieke natuurbeheer' introduceerde, reserveerde in zijn verhaal 5 procent van het bosareaal voor "primair natuurbeheer". Sommige leden van de werkgroep nemen het de nestor van het natuurbeheer kwalijk kwantitatief zo weinig oog te hebben voor de "natuurbeschermingszaak" van het bos. Westhoff zou in de periode die volgde, als gevestigd wetenschapper en natuurbeheerder die hij was, steeds verzet aantekenen tegen spontane bosontwikkeling (zoals de afwijzing van subsidie voor herintroductie van de konik).
In het meinummer 1978 van het blad 'Natuur en Milieu', van de gelijknamige stichting, en later dat jaar in het Nederlands Bosbouw Tijdschrift bleek ook de directeur terreinbeheer van Natuurmonumenten, bosbouwkundig ingenieur P. Hessels, deel te nemen aan het debat. Hessels drong aan op een versoepeling van de Boswet. Deze stond door middel van de herplantplicht de spontane bosverjonging in de 'meer natuurlijke' bossen, en met name de stormvlaktes, in de weg. Voor een radicale omvorming van het eigen natuurmonumentenbos, dat nog in grote lijnen volgens methoden uit de gangbare bosbouwpraktijk werd beheerd, achtte hij de tijd nog niet rijp. Anderen legden het echter zo uit, dat Hessels het eigen onvermogen dat Natuurmonumenten parten speelde om natuurlijk bosbeheer op eigen bodem te plegen, enigszins wilde verdoezelen door met verschillende klemtonen te verwijzen naar de rigide toepassingen die haar in naam van de Boswet werden opgelegd. Hessels komt wel de verdienste toe de term 'meer natuurlijk bos' te hebben gemunt, een adequate term in de discussie, die veel verwarring zou kunnen voorkomen (zoals de verwarring rond oerbos, en in mindere mate natuurbos, – het laatste werd door de LWKB ook wel als een bestemming opgevoerd). De Nederlandse bossen moesten volgens Hessels voor een 'groot gedeelte' (mede) de functie van houtproducent blijven vervullen. Dit beschouwden sommigen als een misplaatste knieval voor de alom almachtige hout telende (collega-)bosbouwers. De natuurbescherming zou in hun ogen zijn eigen weg moeten volgen.
Harm van de Veen, die inmiddels overal aan de weg timmerde, dialezingen gaf die grote weerklank ontmoetten, wat ook zeker aan zijn charismatisch optreden te danken was, schreef in het blad Natuur en Milieu, namens de LWKB, een artikel. Harm zat overigens in talloze natuurclubjes en had ook zitting in de Stichting Natuur en Milieu, destijds een van de belangrijkste milieuorganisaties, met connecties bij Natuurmonumenten en de ministeries. Hij activeerde daarmee echter ook een politieke tweekamp, zodat de voortgang bleef steken.
Kritisch Bosbeheer verscheen op een moment dat zowel de natuurbescherming als de milieubeweging sterk in opkomst was. Beide kregen in de loop van de jaren zeventig een breed draagvlak. De aandacht voor een natuurlijker beheer van het bos (oerbos!) viel daarbij in bijzonder goede aarde bij diegenen die een natuurlijke manier van leven nastreefden. Het natuurlijke bosbeheer bleek bij de natuurgezinde alternatievelingen een schot in de roos.
Maar ook in de bosbouw waren veranderingen op til, al in de jaren zestig. Een multifunctionele benadering in de bosbouw werd bepleit: niet enkel de houtteelt (die in die jaren overigens verliesgevend werd – en voortaan structureel verliesgevend zou blijven), maar ook de ecologische waarden en de recreatie kwamen in het vizier van de bosbouwer. Niet alle facetten van dit uit de Verenigde Staten overgewaaide principe van 'wise use' drongen door tot de beleidsmakers op de ministeries, nog niet in 1977: noch de term natuurbos noch de inhoud ervan, kwam in de eerder genoemde 'Structuurvisie op het bos en de bosbouw' voor.
Gaandeweg de jaren zeventig daagde bij zowel Staatsbosbeheer als Natuurmonumenten het idee dat het natuurbos een aanvaardbare bosvorm is, zij het dat die gedachten vooral binnenshuis gekoesterd werden, als tere kastplantjes die de buitenlucht onmogelijk kunnen verdragen. De hoeveelheden bosgrond die LWKB in aanmerking wilde laten komen voor natuurbosontwikkeling, deed iedereen verstommen. De LWKB wilde de prioriteit van de houtproductie terugdringen, door de zelfvoorzieningraad voor hout terug te brengen van 7,5 naar 4 of 5 procent. Dit was volgens de werkgroep mogelijk door papierrecycling en het zuinig omgaan met hout. Door middel van het concentreren van de houtproductie op een relatief kleine oppervlakte vruchtbare grond, men noemde de Flevopolders, kon ook de houtproductie op de Veluwe komen te vervallen: de arme zandgronden brachten niet veel hout voort.
Waar de natuurorganisaties, de jagers en de bosbouwers tegen gekant waren, betrof niet alleen de oppervlakten die de werkgroep voor de natuurbescherming claimde. Waar men van gruwde, was de hoedanigheid van de aanspraken. De gedachte aan herinvoer van wolven en wisenten was volkomen vreemd aan de oude organisaties die het natuurbehoud in het vaandel droegen, en een vloek voor de jagersvereniging. Ook het fenomeen dood hout, dat de LWKB, bijna als een mascotte en een symbool, op de voorgrond zou plaatsten, kreeg vooreerst bitter weinig notie in het beleid. Het concept 'zelfregulatie', waarmee buitenlandse natuurbehoudsecologen en -beschermers al ervaring hadden opgedaan, stond bij hen vooralsnog niet in het middelpunt van de belangstelling.

### Stichting Kritisch Bosbeheer 1982 tot heden
Op 31 maart 1982 vond de notariële overgang plaats naar de Stichting Kritisch Bosbeheer (SKB). De hoofddoelstelling ondervond een essentiële uitbreiding. Namelijk "(...)het drastisch terugdringen van de hoge graad van onnatuurlijkheid in een groot deel van de Nederlandse bossen en natuurgebieden'".
Vooral nadat het begrip 'natuurontwikkeling' een hoge vlucht genomen had, zijn bij Stichting Kritisch Bosbeheer steeds meer ideeën ontstaan voor scheiding van functies. Een bos met productiebosbouw zal altijd, ook al is het beheer getooid met klinkende namen als 'geïntegreerd bosbeheer', of 'natuurlijk bosbeheer', economisch getinte beheermaatregelen moeten ondergaan. Daarbij huldigde SKB het standpunt dat internationaal is aanvaard dat een land ten minste tien procent van haar areaal dient te bestemmen voor natuur. In elk bos vliegt wel een vogeltje en op de torens van de Keulse Dom zijn 160 hogere planten vastgesteld: toch is dat niet wat door SKB wordt bedoeld met 'natuur'. In haar tijdschrift Nieuwe Wildernis schreef zij: "natuur is als een levende en veranderende gemeenschap van planten en dieren. In deze natuur is sterfte even gewoon als nieuw leven door geboorte of uit ontkiemend zaad. Deze zogeheten natuurlijke processen hebben alle een evolutionair karakter." Alleen op basis van dit zeer beknopt geschetst mechanisme is, zo veronderstelde Stichting Kritisch Bosbeheer, duurzaam behoud en ontwikkeling van natuurlijke biodiversiteit, welke kenmerkend gebonden is aan de groeiplaats en leefgebied, mogelijk. Het afplaggen van heidevelden, het gedwongen opnemen van zeehonden in verpleeginrichtingen, de beukenlaan naar het koetshuis, enzovoort, horen daar niet bij. Dat wil niet zeggen dat zelfregulatie – zonder enige ingreep aan zichzelf overlaten – altijd een juiste keuze van beheer is! Herintroductie van cruciaal geachte en niet uit zichzelf terug te verwachten sleutelsoorten is daarbij een natuurbeschermingsmaatregel die de Stichting heeft grootgemaakt. Het wilde rund, wild paard, wolf, wisent, eland, lynx, bruine beer, wilde kat, enzovoort, zijn in beginsel alle soorten waarvoor SKB door de jaren heen veelvuldig gepleit heeft deze door middel van herintroductie in zeer onvolledige en soms dramatisch onttakelde Nederlandse ecosystemen te laten terugkeren. Het stuk "Fouten gemaakt in het verleden bieden geen garantie voor de toekomst" (SKB, 2006), gaat ook in op het natuurbeheer. Op initiatief van Stichting Kritisch Bosbeheer, of in het kielzog ervan, zijn zo onder andere in Nederlandse natuurgebieden teruggekeerd: het wilde rund (Heckrund in de Oostvaardersplassen, zijnde voorlopig het meest gelijkend op de uitgestorven stamvader de oeros), konikpaard (Ennemaborg en Oostvaardersplassen) en de wisent in de duinen. Voorts was en is SKB als adviseur op diverse terreinen betrokken bij herintroducties in het buitenland.
De werkwijze waarbij elke maand een vergadering werd georganiseerd is om praktische redenen verlaten. Tegenwoordig bestaat het bestuur uit drie mensen. Van de oorspronkelijke oprichters en directbetrokkenen zijn de meesten nog steeds begaan met Stichting Kritisch Bosbeheer of treden zij op als raadgever.

### Werkwijze en betekenis
Vanaf 1977 zijn in vakkringen en daarbuiten, mede door de LWKB en het latere SKB tal van discussies in studie- en lezingenzalen geïnitieerd over het bosbeheer.

Om naast vakmensen en het publiek ook beleidsmensen en politici over de onderwerpen te informeren, heeft Stichting Kritisch Bosbeheer sinds de jaren zeventig excursies naar zogenaamde 'referentiegebieden' georganiseerd. Deze bijzondere natuurgebieden, soms vlak over de grens, zoals het Duitse Borkener Paradies, Urwald Hasbruch (bij Oldenburg) en verder gelegen interessante, zoals het Bialowieza, worden door SKB beschouwd als ecologisch relevante studieobjecten voor een nieuw toekomstig beheer van onze Nederlandse natuurgebieden. Vele honderden excursieleden maakten zo voor het eerst kennis met in ecologische zin meer of minder complete natuurgebieden die in vergelijking met het gemiddelde Nederlandse 'natuurgebied' daardoor een opmerkelijke hoge biodiversiteit bevatten. Nu, na meer dan dertig jaar, zijn Bialowieza, de Biebrzadelta en enkele andere kleinere oerbosrestanten in West-Europa ook bij een breder publiek redelijk bekend. Nog steeds vinden, zij het op bescheidener schaal, onder leiding van Stichting Kritisch Bosbeheer excursies plaats naar belangwekkende referentiegebieden, soms aangevuld met cursussen of studiedagen zoals de meerdaagse cursus Natuurtechnisch Bosbeheer.
In de betrekkelijk korte bestaansgeschiedenis van Stichting Kritisch Bosbeheer, heeft zij bijgedragen aan enkele belangrijke omwentelingen in het natuurbeheer in Nederland en wellicht daarbuiten. Zeker is dat van Frankrijk tot Scandinavië en van Engeland tot Litouwen, natuurgebieden volgens het idee van SKB begraasd worden met door de mens ingebrachte grote grazers teneinde natuurlijke begrazing weer werkzaam te laten zijn.

## Begrazing, bosbeheer en herintroductie
Runderen die in natuurgebieden worden ingezet voor natuurlijke begrazing is een idee dat is ontstaan en uitgewerkt door Stichting Kritisch Bosbeheer. Dat leidde concreet aan het eind van de jaren zeventig van de vorige eeuw tot een plan dat oorspronkelijk was geschreven ten behoeve van de herintroductie van de wisent in het Deelerwoud. Door hevige, vaak emotionele, oppositie van vooral jagers en bosbouwers, krabbelde de eigenaar Vereniging Natuurmonumenten terug, waarna de tweede laag van het plan in werking trad, namelijk de inzet van Schotse Hooglandrunderen. Dat lukte met veel moeite en enkele dieren werden op een beperkt areaal van 160 hectare op de zogeheten Schotse Hei op de Imbos (Veluwezoom) uitgezet. Dit was de eerste keer dat Schotse Hooglandrunderen in een natuurgebied werden ingezet, namelijk zodanig dat op systeemniveau belangrijk geachte maar door mensenhand verdwenen natuurlijke processen eveneens weer door mensenhand werden teruggebracht. Dit is natuurlijke begrazing gaan heten. Na een experimentele periode van vijf jaar werd dit eerste Europese begrazingsproject in een natuurgebied als geslaagd beschouwd. Het experimentele areaal van 160 hectare werd toen later enkele malen vergroot, zodat de dieren op de Veluwezoom geleidelijk meer bewegingsruimte kregen. De dieren kunnen tot op de huidige dag, door daarvoor opgestelde rasters, nog steeds niet het gehele natuurgebied bereiken. Merkwaardig is ook dat de later elders op de Veluwezoom afzonderlijk ingebrachte IJslandse paarden tot op de huidige dag door weer andere rasters gescheiden zijn van de Hooglandrunderen. Voorts verdient vermelding dat deze Hooglandrunderen jarenlang ook de aangrenzende Loenermark – in beheer bij het Gelders Landschap – konden bereiken. In het voorjaar van 2006 zijn de dieren echter uit de Loenermark verwijderd. Vervolgens zijn er door het Gelders Landschap kilometers nieuwe rasters opgericht voor in Denemarken aangekochte huisrunderen. Dit valt volgens de zienswijze van SKB niet onder het begrip natuurlijke begrazing.
Pleiter voor het idee van natuurlijke begrazing in natuurgebieden met grote grazers die vóór hun uitroeiing in de betrokken natuurlijke ecosystemen een cruciale ecologische rol speelden, was aanvankelijk vooral dr. Harm van de Veen, medeoprichter van SKB. Onder zijn leiding vond ook de eerste introductie plaats van grote grazers in natuurgebieden met natuurlijke begrazing als doel (Schotse Hooglanders, Imbos 1986). Er was overigens misschien wel sprake van een sluimerende traditie. Prof. Zonneveld en mr. Lebret pleitten al veel eerder, onder andere in de Tweede Kamer voor de herintroductie van de bever. Maar zonder resultaat. Na zijn overlijden in 1991 is Harm van de Veen bij het publiek en in de media wat op de achtergrond geraakt. Concrete nieuwe (her)introductieprojecten van grote grazers zijn later op initiatief van SKB doorgevoerd in het Groningse Ennemaborg (Poortinga), zijnde konikpaarden, alsmede Heckrunderen en Konikpaarden in de Oostvaardersplassen. Na een langdurig soms moeizaam begin heeft sindsdien natuurlijke begrazing in natuurgebieden in Nederland en geheel West-Europa een hoge vlucht genomen.
Met de inspanning van verschillende personen en groepen waaronder Stichting Kritisch Bosbeheer heeft Nederland nu met de Oostvaardersplassen een relatief groot natuurgebied, waar veel oude en essentiële natuurlijke processen het beeld bepalen en de invloed van de mens belangrijk is teruggebracht. Daardoor is het ecologisch belang van de Oostvaardersplassen uitgegroeid tot internationaal formaat. Op Nederlandse schaal is het gebied te vergelijken met de Waddenzee. Deze natuurbeschermingsstrategie, van onder meer natuurlijke begrazing, die Stichting Kritisch Bosbeheer als belangrijkste organisatie naast enkele genoemde belangwekkende individuele biologen introduceerde, is de basis geweest voor onder andere het begrip ‘natuurontwikkeling’.

### Boomsoorten
Er heeft voorts in tal van Nederlandse bossen in natuurgebieden door inzet van Stichting Kritisch Bosbeheer een belangrijke wijziging plaatsgevonden in het gevoerde beheer. Dode, kwijnende of ontwortelde bomen zijn er steeds vaker te zien als zeer belangrijke ecologische schakels voor organismen die aan dergelijke habitats gebonden zijn. Dat is een hele vooruitgang in de aanvankelijk zeer opgeruimde productiebossen, die doorgaans slechts bestonden uit één of enkele vaak keurig op rijen geplante economisch interessante boomsoorten. In het kielzog van deze ontwikkeling is op initiatief van Stichting Kritisch Bosbeheer onderzoek gestart naar het belang van inheemse boom- en struiksoorten in natuurgebieden. Hoewel aanvankelijk eveneens zeer omstreden, volgden hier gelukkig ook voortvarend andere groeperingen en zelfs de overheid als verdedigers van het idee. Er zijn nadien zelfs kwekerijen opgericht die zich uitsluitend toelegden op het verzamelen en de teelt van autochtoon materiaal zoals de Stichting Bronnen, later overgenomen door Staatsbosbeheer ten behoeve van aanplant van inheems materiaal in tuinen en natuurontwikkelingsgebieden.

### Herintroductie
Van meet af aan heeft Stichting Kritisch Bosbeheer krachtige pleidooien gehouden voor het geleidelijk aan weer completer maken van onze ongewoon verarmde en onvolledige ecosystemen. Daarbij verdedigt zij het principe dat de belangrijkste natuurlijke processen afhankelijk zijn van, of aangestuurd worden door de zogenaamde 'sleutelsoorten'. Een bosuil, hoe mooi en belangwekkend ook, heeft immers een veel geringere invloed op het systeem dan bijvoorbeeld een ree. Natuurlijke begrazing door paarden en runderen is zo een sleutelproces. Maar ook predatie is onmisbaar in een redelijk goed functionerend ecosysteem. De wolf, lynx, wilde kat of bruine beer, het zijn alle soorten die deze belangrijke natuurlijke rol, ieder op eigen wijze (niche), spelen, maar in onze natuurgebieden door verkeerd beheer zijn weggesaneerd. De idee van Stichting Kritisch Bosbeheer is vanouds dat die rol van vooral sleutelsoorten weer moet terugkeren en indien die soorten niet vanzelf kunnen worden terugverwacht, deze door herintroductie weer door de mens handmatig moeten worden toegevoegd aan onze natuurlijke systemen. Oók indien het in bepaalde gevallen denkbaar zou zijn dat op afzienbare termijn bepaalde te herintroduceren sleutelsoorten onvoldoende levensmogelijkheden zouden kunnen hebben om een duurzame en dus zelfredzame populatie op te bouwen, zoals in bepaalde gebieden door hun beperkte omvang en of geïsoleerde ligging mogelijk denkbaar zou zijn van soorten zoals de lynx. De eerste rol, de ecologische sleutelfunctie, wordt dan door Stichting Kritisch Bosbeheer belangrijk hoger gewaardeerd, dan de wens om te streven naar een op eigen benen staande zelfredzame populatie van de ingebrachte soort. Bij dit gedachtegoed, om ontbrekende sleutelsoorten te herintroduceren, staat in principe de doelstelling voorop om natuurgebieden weer zo veel mogelijk te laten werken op basis van natuurlijke processen, waarbij de uitkomst onvermijdelijk anders zal zijn dan de mogelijke terugkeer van het verdwenen oerbos, zoals door romantisch ingestelde critici wel wordt aangenomen. De terugkeer van het verdwenen oerbos – denk aan het Beekbergerwoud, dat waarschijnlijk al enkele eeuwen voordat het integraal in weiland werd omgezet al door de mens werd geëxploiteerd zoals onderzoek laat zien en derhalve zeker geen strikt oerbos meer was – is naar het inzicht van Stichting Kritisch Bosbeheer niet mogelijk: want wat uitgestorven is, is voor altijd weg. Alleen de processen kunnen voor zover de essentiële sleutelsoorten nog beschikbaar zijn, weer door middel van herintroductie worden teruggebracht. De uitkomst en het resultaat is dan per definitie 'natuurlijk', zij het onvermijdelijk anders dan de betreurde verloren gegane systemen uit het verleden.

### Latere ontwikkelingen
Later was Stichting Kritisch Bosbeheer betrokken bij de herintroductie van de wisent in Duitsland en in Nederland. Na discussies en goedkeuring van de plannen door een begeleidingsgroep, bestaande uit wetenschappers, beleidsmakers en natuurbeheerders is het projectplan aangenomen om in Kraansvlak (Kennemerduinen) wisenten voor natuurlijke begrazing in te zetten. Een ander belangwekkend naar voren geschoven onderwerp in het moderne natuurbeheer is het thema van dode of stervende dieren. Vooral het welzijn van de grote grazers in de Oostvaardersplassen is vrijwel elk jaar onderwerp van discussie. Dit complexe onderwerp is door Stichting Kritisch Bosbeheer met behulp van diverse auteurs uit uiteenlopende disciplines vervat in een boek met de titel "Dood doet leven" (2005).

## Tijdschrift
De LWKB had een nieuwsbrief, die in de jaren tachtig Molm ging heten. In 1995 is Molm vervangen door Nieuwe Wildernis. Het is eenvoudig maar verzorgd in zwart-wit opgemaakt en verscheen driemaal per jaar. Van 2007 tot en met 2011 werd het tijdschrift uitgegeven door Triple E uit Arnhem, met als hoofdredacteur Tom Bade en als eindredacteur René Zanderink. Vanaf 2012 is het tijdschrift als digitale, gratis verkrijgbare nieuwsbrief in samenwerking met EMS Films voortgezet. EMS-films heeft in het verlengde hiervan de film De Nieuwe Wildernis uitgebracht.